# AWXアンテナ

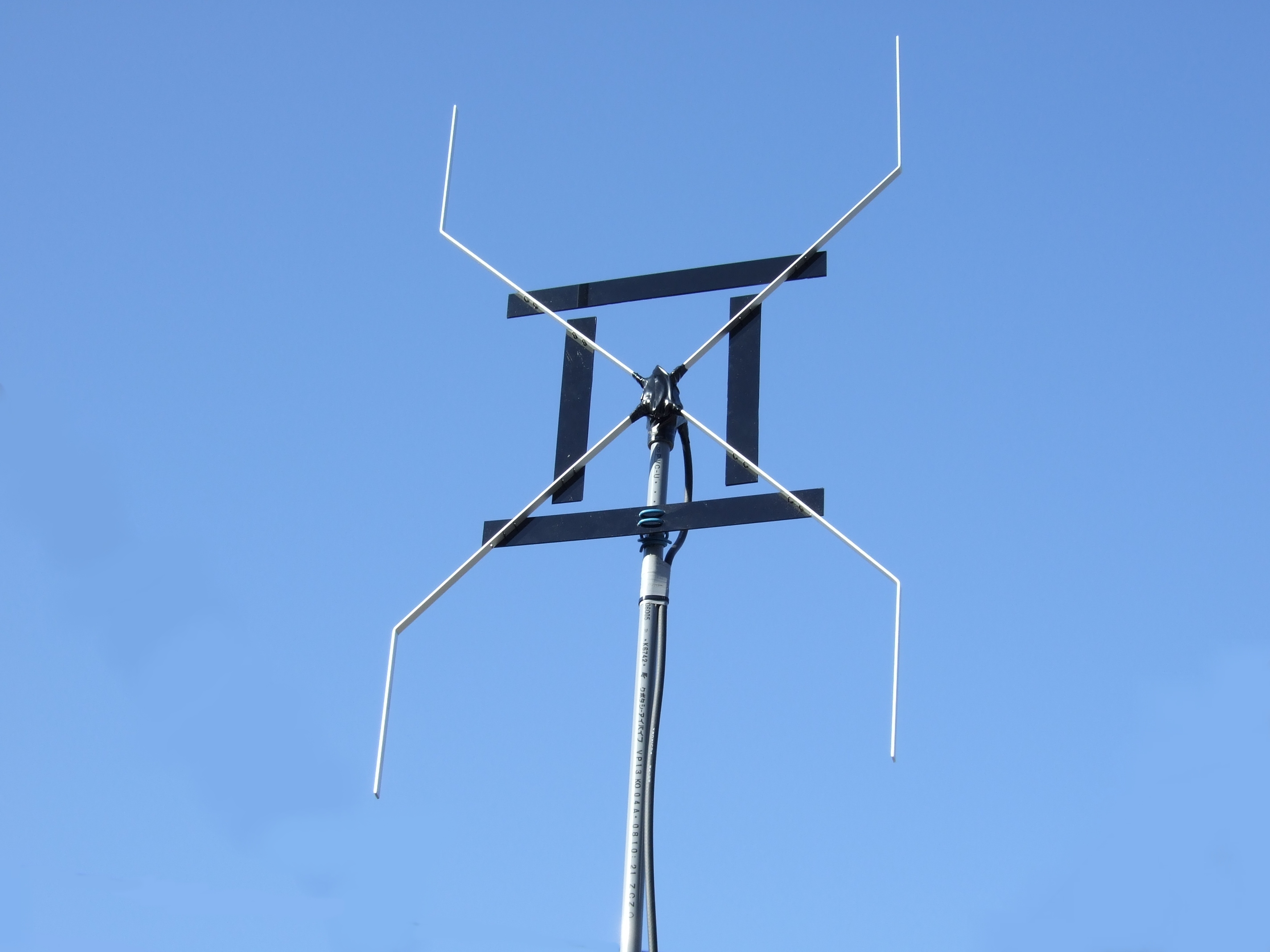
変形 AWX アンテナ。アマチュア無線家が設計・製作し、アマチュア無線局で使われているもの。VHF / UHF 用で、主に 144 MHz 帯と 430 MHz 帯用。

AWXアンテナ（えーだぶりゅーえっくすあんてな）とは、アンテナの一種である。All Wave（全部の電波）に使えるX型のアンテナ、の意味である。
2つのダイポールアンテナのエレメントを直線状ではなく折れ曲がった「く」の字型にしてＸ字形に対向させ、給電点で並列に接続したアンテナである。折れ曲がりの角度は60～90度で使用する場合が多く、輻射抵抗は200Ω程度である。通常はＸ字のエレメントを垂直面内に展開する。
ダイポールアンテナよりも利得が高く、非常に広い周波数帯域で使用可能である。ただし十分な性能を得るためには、地上高を高く取り、地表面の影響を受けなくする必要がある。
主に短波帯においてアマチュア無線、軍用無線や海上移動業務等で多くの周波数帯での運用に対応する必要がある場合にいられる。

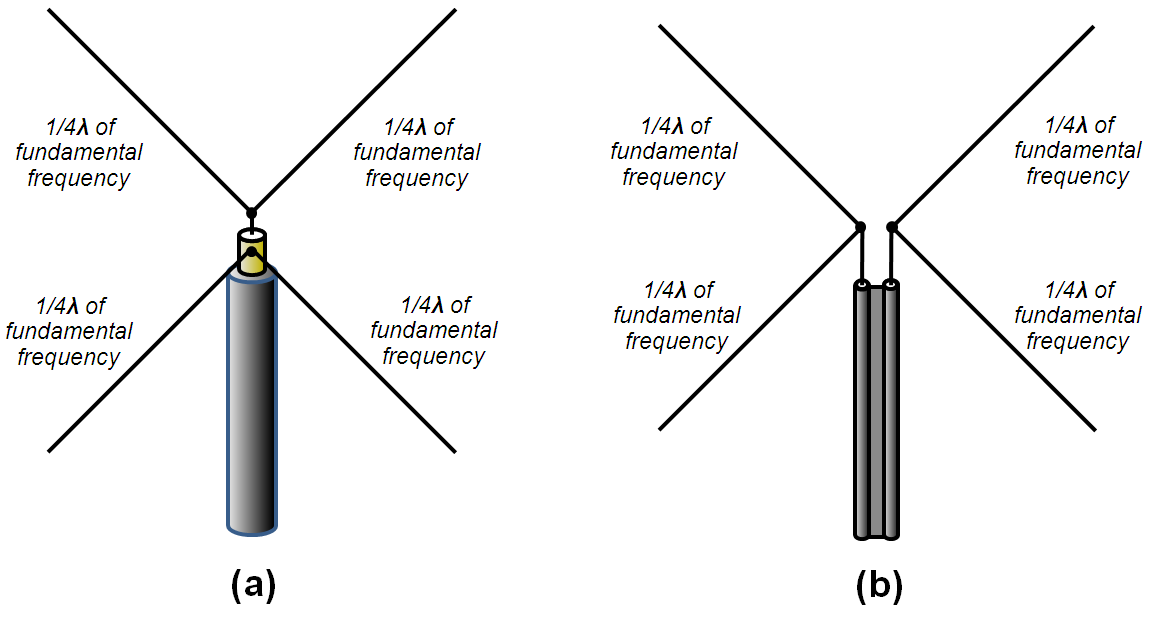
AWX アンテナの代表的な給電方法
(a) 垂直偏波、不平衡給電
(b) （主に）水平偏波、平衡給電